# Bismarck (Familienname)
Bismarck ist ein deutscher Familienname des Adelsgeschlechts von Bismarck.

## Namensträger
- Achatz von Bismarck (1833–1874), deutscher Verwaltungsbeamter
- August Wilhelm von Bismarck (1750–1783), preußischer Kriegs- und Finanzminister
- August Wilhelm Julius von Bismarck (1849–1920), deutscher Offizier und Pferdezüchter
- Beatrice von Bismarck (* 1959), deutsche Kunsthistorikerin und Kuratorin
- Bernhard von Bismarck (1810–1893), preußischer Kammerherr, Landrat und Geheimer Regierungsrat, Bruder des Reichskanzlers Otto von Bismarck
- Busso von Bismarck (1824–1887), deutscher Richter und Abgeordneter
- Carl-Eduard von Bismarck (* 1961), ehemaliger Bundestagsabgeordneter (CDU)
- Carl Heinrich Bismarck (1839–1879), deutscher Konsul
- Celia von Bismarck (1971–2010), Schweizer Beraterin für kulturelle und sozialpolitische Stiftungen
- Christoph Friedrich I. von Bismarck (1652–1704), preußischer Generalmajor und Kommandant der Festung Küstrin
- Ernst von Bismarck (1853–1931), Landrat sowie Besitzer des Gutes Vierhof in Pommern
- Ferdinand von Bismarck (1930–2019), Rechtsanwalt, vormaliger Chef des Hauses Bismarck
- Fried von Bismarck (* 1946), deutscher Medienmanager
- Friedrich Adolf Ludwig von Bismarck (1766–1830), preußischer Generalleutnant, Kommandierender General im Herzogtum Sachsen und Erbherr auf Schönhausen
- Friedrich Alexander von Bismarck-Bohlen (1818–1894), preußischer General der Kavallerie
- Friedrich Karl von Bismarck-Bohlen (1852–1901), Fideikommissbesitzer und Mitglied des Deutschen Reichstags
- Friedrich Wilhelm von Bismarck (1783–1860), württembergischer Generalleutnant, Diplomat und Militärschriftsteller
- Georg von Bismarck (1891–1942), deutscher Generalmajor
- Gottfried von Bismarck-Schönhausen (1901–1949), deutscher Politiker (NSDAP), MdR, Enkel des Reichskanzlers Otto von Bismarck
- Gregor von Bismarck (* 1964), Chef des Hauses Bismarck
- Gunilla Gräfin von Bismarck (* 1949), deutsche Society-Lady
- Hasso von Bismarck (1902–1941), deutscher Athlet bei den Olympischen Winterspielen 1932
- Helene von Bismarck (* 1981), deutsche Historikerin, Autorin und politische Kommentatorin
- Herbert von Bismarck (1849–1904), deutscher Diplomat und Politiker, Sohn des Reichskanzlers Otto von Bismarck
- Herbert von Bismarck (1884–1955) (1884–1955), deutscher Verwaltungsjurist und Politiker (DNVP), MdR, MdL
- Hugo von Bismarck (1814–1883), preußischer Generalmajor
- Julius von Bismarck (* 1983), deutscher Fotograf
- Karl Wilhelm Ferdinand von Bismarck (1771–1845), preußischer Rittmeister, Vater von Otto von Bismarck
- Klaus von Bismarck (General) (1854–1918), preußischer Generalleutnant
- Klaus von Bismarck (1912–1997), deutscher Journalist sowie Intendant des WDR und Vorsitzender der ARD
- Kurd von Bismarck (1879–1943), deutscher Generalmajor, Wehrbezirkskommandeur
- Levin Friedrich von Bismarck (1771–1847), preußischer Regierungspräsident
- Levin-Friedrich von Bismarck (1703–1774), preußischer Justizminister und Präsident des Kammergerichts
- Ludolf von Bismarck (Landrat) (1834–1924), deutscher Politiker und Landrat
- Ludolf August von Bismarck (1683–1750), russischer General
- Maria von Bismarck (* 1959), deutsche Schauspielerin und Regisseurin
- Mona von Bismarck (Mona Travis Strader; 1897–1983), US-amerikanische Philanthropin
- Nikolaus von Bismarck (1307–1377), Stendaler Patrizier, Großkaufmann, Ratsherr, erzbischöflich magdeburgischer Stifthauptmann und markgräflich brandenburgischer Rat und Hofmeister
- Otto von Bismarck (1815–1898), deutscher Politiker, ab 1862 preußischer Ministerpräsident, ab 1867 Bundeskanzler des Norddeutschen Bundes und ab 1871 erster Reichskanzler des Deutschen Reiches
- Otto Fürst von Bismarck (1897–1975), deutscher Politiker (DNVP, NSDAP, CDU), MdR, MdB und Diplomat
- Otto von Bismarck (Musiker) (* 1959 als Ottmar Seum), deutscher Sänger und Texter
- Philipp von Bismarck (1913–2006), deutscher Politiker (CDU), MdB, MdEP
- Stephanie von Bismarck-Schönhausen (* 1976), deutsche Autorin und Unternehmerin, ehemalige Präsidentin der Kinderschutzorganisation Innocence in Danger, geschiedene Stephanie zu Guttenberg
- Ulrich von Bismarck (1844–1897), preußischer Generalmajor
- Wilhelm von Bismarck (1852–1901), deutscher Verwaltungsjurist, Oberpräsident von Ostpreußen
- Wilhelm von Bismarck (Landrat) (1867–1935), deutscher Verwaltungsjurist, Landrat von Stendal
- Wilhelm von Bismarck-Briest (1803–1877), deutscher Politiker, MdR
- Wolf-Rüdiger von Bismarck (1931–2022), deutscher Verwaltungsjurist und ehemaliger Landrat